# یواس‌اس اینداستری (ای‌ام‌سی-۸۶)
یواس‌اس اینداستری (ای‌ام‌سی-۸۶) (به انگلیسی: USS Industry (AMc-86)) یک کشتی بود که طول آن ۹۷ فوت (۳۰ متر) بود. این کشتی در سال ۱۹۴۱ ساخته شد.